# Mixto Esporte Clube
Il Mixto Esporte Clube, noto anche semplicemente come Mixto, è una società calcistica brasiliana con sede nella città di Cuiabá, capitale dello stato del Mato Grosso.

## Storia
Il club è stato fondato il 20 maggio 1934 da un gruppo misto di uomini e donne, da cui è derivato il nome del club, ma invece di scegliere il nome corretto che è Misto, è stato scelto il nome sbagliato Mixto, per differenziare il club dal panino misto.
Nel 1943, il Mixto ha vinto la prima edizione del Campionato Matogrossense. Nel 1976, il club ha partecipato al Campeonato Brasileiro Série A per la prima volta, terminando al 27º posto.

## Palmarès

### Competizioni regionali
- Torneio Centro-Oeste: 1

1976

### Competizioni statali
- Campionato Mato-Grossense: 24

1943, 1945, 1947, 1948, 1949, 1951, 1952, 1953, 1954, 1959, 1961, 1962, 1965, 1969, 1970, 1979, 1980, 1981 1982, 1984, 1988, 1989, 1996, 2008
- Campeonato Mato-Grossense Segunda Divisão: 2

2009, 2022
- Copa Governador de Mato Grosso: 1

2012
- Copa FMF: 1

2023